# Folkdräkter från Halland
Halländska folkdräkter är svenska folkdräkter som kommer från Halland. Halland är det landskap med näst flest bygdedräkter i Sverige (Dalarna har flest). Totalt finns det 89 dräkter i Halland, 66 kvinnliga och 23 manliga. 
Folkdräkterna kring Varberg är ofta mörkare i färgen än i andra delar av landet. Dels tillkom dessa dräkter relativt sent, under början och mitten av 1800-talet, dels hade också väckelserörelsen ett visst inflytande över klädseln. Dräkterna från Limabacka och Rolfstorp är undantag från detta, men är också äldre.
I tabellen nedan ses en förteckning över de 89 halländska folkdräkterna. I tabellen ses var dräkten kommer ifrån, om det är en kvinno- eller mansdräkt, om den är dokumenterad, rekonstruerad eller komponerad, när den återupptogs i bruk, om det finns varianter samt ytterplagg. Tabellen bygger på Ulla Centergrans inventering av folkdräkter i Sverige 1988-1993, som publicerades i bokform av Nämnden för hemslöjdsfrågor och LRF:s kulturråd 1993. Syftet var att underlätta för den som ville skaffa sig en egen dräkt att lättare få en överblick över de som fanns. 
| Förteckning över folkdräkter i Halland | Förteckning över folkdräkter i Halland | Förteckning över folkdräkter i Halland | Förteckning över folkdräkter i Halland |               |             |       |
| -------------------------------------- | -------------------------------------- | -------------------------------------- | -------------------------------------- | ------------- | ----------- | ----- |
| Dräkt                                  | Kön                                    | Ursprung                               | Återupptogs                            | Finns variant | Ytterplagg  | Källa |
| Alfshög                                | Kvinna                                 | Rekonstruerad                          | 1965                                   |               |             | [ 4 ] |
| Asige                                  | Kvinna                                 | Rekonstruerad                          | 1970-talet                             |               |             | [ 4 ] |
| Asige                                  | Man                                    | Rekonstruerad                          | 1970-talet                             |               |             | [ 4 ] |
| Askome                                 | Kvinna                                 | Rekonstruerad                          | 1964-1969                              |               |             | [ 4 ] |
| Askome                                 | Man                                    | Rekonstruerad                          | 1970-talet                             |               |             | [ 4 ] |
| Breared                                | Kvinna                                 | Rekonstruerad                          | 1927                                   | Ja            | Tröja       | [ 4 ] |
| Breared                                | Man                                    | Rekonstruerad                          | 1937                                   | Ja            | Tröja       | [ 4 ] |
| Drängsered                             | Man                                    | Rekonstruerad                          |                                        |               |             | [ 4 ] |
| Eftra-Skrea                            | Kvinna                                 | Rekonstruerad                          | 1971                                   |               |             | [ 4 ] |
| Enslöv                                 | Kvinna                                 | Rekonstruerad                          | 1962                                   |               |             | [ 4 ] |
| Enslöv                                 | Man                                    | Rekonstruerad                          | 1967                                   |               |             | [ 4 ] |
| Fagered                                | Kvinna                                 | Rekonstruerad                          | 1969                                   |               |             | [ 4 ] |
| Fagered                                | Man                                    | Rekonstruerad                          | 1960-talet                             |               |             | [ 4 ] |
| Fjäre härad                            | Kvinna                                 | Rekonstruerad                          | 1960-talet                             | Ja            | Tröja       | [ 4 ] |
| Fjäre härad                            | Man                                    | Rekonstruerad                          | 1980-talet                             | Ja            | Tröja       | [ 4 ] |
| Fjärås                                 | Kvinna                                 | Rekonstruerad                          | 1975                                   | Ja            | Tröja       | [ 4 ] |
| Förlanda                               | Kvinna                                 | Rekonstruerad                          | 1975                                   |               | Tröja       | [ 4 ] |
| Getinge                                | Kvinna                                 | Rekonstruerad                          | 1975                                   |               |             | [ 4 ] |
| Getinge                                | Man                                    | Rekonstruerad                          | 1927-1932                              |               | Tröja       | [ 4 ] |
| Grimeton                               | Kvinna                                 | Komponerad                             | 1973                                   |               |             | [ 4 ] |
| Gunnarp                                | Kvinna                                 | Rekonstruerad                          | 1969                                   |               |             | [ 4 ] |
| Gällared                               | Kvinna                                 | Rekonstruerad                          | 1962                                   |               |             | [ 4 ] |
| Gällinge-Idala                         | Kvinna                                 | Rekonstruerad                          | 1970-talet                             |               |             | [ 4 ] |
| Gödestad                               | Kvinna                                 | Rekonstruerad                          | 1973                                   |               |             | [ 4 ] |
| Harplinge                              | Kvinna                                 | Komponerad                             | 1930                                   |               |             | [ 4 ] |
| Harplinge                              | Man                                    | Komponerad                             | 1927                                   |               |             | [ 4 ] |
| Hasslöv                                | Kvinna                                 | Komponerad                             | 1978                                   |               |             | [ 4 ] |
| Hinshult                               | Kvinna                                 | Dokumenterad                           | 1961                                   |               |             | [ 4 ] |
| Holm                                   | Kvinna                                 | Rekonstruerad                          | 1927                                   |               |             | [ 4 ] |
| Hunnestad                              | Kvinna                                 | Komponerad                             | 1982                                   |               |             | [ 4 ] |
| Kinnared                               | Kvinna                                 | Rekonstruerad                          | 1975                                   |               |             | [ 4 ] |
| Knäred                                 | Kvinna                                 | Rekonstruerad                          | 1960-talet                             |               |             | [ 4 ] |
| Krogsered                              | Kvinna                                 | Rekonstruerad                          | 1977                                   |               |             | [ 4 ] |
| Kvibille                               | Kvinna                                 | Rekonstruerad                          | 1976                                   |               |             | [ 4 ] |
| Köinge                                 | Kvinna                                 | Rekonstruerad                          | 1975                                   |               |             | [ 4 ] |
| Laholm                                 | Kvinna                                 | Rekonstruerad                          | 1959                                   |               |             | [ 4 ] |
| Lindberg                               | Kvinna                                 | Dokumenterad                           | 1930, omarbetad 1970                   | Ja            |             | [ 4 ] |
| Lindberg                               | Man                                    | Dokumenterad                           | 1970-talet                             |               | Tröja       | [ 4 ] |
| Lindome                                | Kvinna                                 | Komponerad                             | 1980-talet                             |               |             | [ 4 ] |
| Lindome                                | Man                                    | Rekonstruerad                          | 1970-talet                             |               |             | [ 4 ] |
| Morup                                  | Kvinna                                 | Rekonstruerad                          | 1950-talet                             |               |             | [ 4 ] |
| Morup                                  | Man                                    | Rekonstruerad                          | 1950-talet                             |               |             | [ 4 ] |
| Okome                                  | Kvinna                                 | Rekonstruerad                          | 1954                                   |               |             | [ 4 ] |
| Onsala                                 | Kvinna                                 | Komponerad                             | 1977                                   |               |             | [ 4 ] |
| Rolfstorp                              | Kvinna                                 | Rekonstruerad                          | 1977                                   |               |             | [ 4 ] |
| Ränneslöv                              | Kvinna                                 | Rekonstruerad                          | 1977                                   |               |             | [ 4 ] |
| Ränneslöv                              | Man                                    | Rekonstruerad                          |                                        |               |             | [ 4 ] |
| Rävinge                                | Kvinna                                 | Rekonstruerad                          | 1950-talet                             |               |             | [ 4 ] |
| Skummelöv                              | Kvinna                                 | Rekonstruerad                          | 1978                                   |               |             | [ 4 ] |
| Skällinge                              | Kvinna                                 | Rekonstruerad                          | 1968                                   |               |             | [ 4 ] |
| Släp                                   | Kvinna                                 | Komponerad                             | 1970-talet                             |               |             | [ 4 ] |
| Slättåkra                              | Kvinna                                 | Rekonstruerad                          | 1950-talet                             |               |             | [ 4 ] |
| Snöstorp                               | Kvinna                                 | Rekonstruerad                          | 1927                                   |               |             | [ 4 ] |
| Spannarp                               | Kvinna                                 | Rekonstruerad                          | 1960-talet                             |               |             | [ 4 ] |
| Spannarp                               | Man                                    | Rekonstruerad                          | 1974                                   |               |             | [ 4 ] |
| Stafsinge                              | Kvinna                                 | Rekonstruerad                          | 1972                                   |               |             | [ 4 ] |
| Stamnared                              | Kvinna                                 | Rekonstruerad                          | 1965                                   | Ja            |             | [ 4 ] |
| Steninge                               | Kvinna                                 | Komponerad                             | 1965                                   |               |             | [ 4 ] |
| Svartrå                                | Kvinna                                 | Rekonstruerad                          | 1974-1978                              |               |             | [ 4 ] |
| Sällstorp                              | Kvinna                                 | Rekonstruerad                          | 1975-1977                              |               |             | [ 4 ] |
| Söndrum                                | Kvinna                                 | Komponerad                             | 1967                                   |               |             | [ 4 ] |
| Söndrum                                | Man                                    | Komponerad                             | 1974                                   |               |             | [ 4 ] |
| Torpa                                  | Kvinna                                 | Dokumenterad                           | 1965                                   |               |             | [ 4 ] |
| Torup                                  | Kvinna                                 | Rekonstruerad                          | 1955                                   |               |             | [ 4 ] |
| Träslöv                                | Kvinna                                 | Rekonstruerad                          | 1955                                   |               |             | [ 4 ] |
| Tvååker                                | Kvinna                                 | Komponerad                             | 1927                                   |               |             | [ 4 ] |
| Tvååker                                | Man                                    | Rekonstruerad                          | 1927                                   |               |             | [ 4 ] |
| Tölö                                   | Kvinna                                 | Rekonstruerad                          | 1970-talet                             |               |             | [ 4 ] |
| Tönnersjö                              | Kvinna                                 | Dokumenterad                           | 1931, omarbetad 1970                   | Ja            | Tröja       | [ 4 ] |
| Tönnersjö                              | Man                                    | Dokumenterad                           | 1920, omarbetad 1970                   | Ja            | Tröja       | [ 4 ] |
| Ullared                                | Kvinna                                 | Rekonstruerad                          | 1960-talet                             |               |             | [ 4 ] |
| Valinge                                | Kvinna                                 | Dokumenterad                           | 1965                                   |               |             | [ 4 ] |
| Valinge                                | Man                                    | Rekonstruerad                          | 1965                                   |               |             | [ 4 ] |
| Veddige                                | Kvinna                                 | Rekonstruerad                          | 1965                                   |               |             | [ 4 ] |
| Veddige                                | Man                                    | Dokumenterad                           | 1970-talet                             |               |             | [ 4 ] |
| Veinge                                 | Kvinna                                 | Rekonstruerad                          | 1974                                   |               |             | [ 4 ] |
| Veinge                                 | Man                                    | Rekonstruerad                          | 1974                                   |               |             | [ 4 ] |
| Vessige                                | Kvinna                                 | Rekonstruerad                          | 1950-talet                             |               |             | [ 4 ] |
| Vinberg                                | Kvinna                                 | Rekonstruerad                          | 1968                                   |               |             | [ 4 ] |
| Värö                                   | Kvinna                                 | Dokumenterad                           | 1966, omarbetad 1980                   | Ja            |             | [ 4 ] |
| Värö                                   | Man                                    | Dokumenterad                           | 1975                                   |               |             | [ 2 ] |
| Våxtorp                                | Kvinna                                 | Rekonstruerad                          | 1963                                   |               |             | [ 4 ] |
| Våxtorp                                | Man                                    | Rekonstruerad                          | 1970                                   |               |             | [ 4 ] |
| Ysby                                   | Kvinna                                 | Rekonstruerad                          | 1927, omarbetade 1956                  |               |             | [ 4 ] |
| Årstad                                 | Kvinna                                 | Rekonstruerad                          | 1930                                   | Ja            |             | [ 4 ] |
| Årstad (Slöinge)                       | Man                                    | Rekonstruerad                          | 1932                                   | Ja            | Tröja, rock | [ 4 ] |
| Ås                                     | Kvinna                                 | Dokumenterad                           | 1952                                   |               |             | [ 4 ] |
| Ölmevalla                              | Kvinna                                 | Rekonstruerad                          | 1979                                   |               |             | [ 4 ] |
| Östra Karup                            | Kvinna                                 | Komponerad                             | 1960-talet                             |               |             | [ 4 ] |